# Logan Cup 2020/21
Der Logan Cup 2020/21 war die 27. Saison des nationalen First-Class-Cricket-Wettbewerbes in Simbabwe und wurde vom 9. Dezember 2020 bis zum 2. April 2021 ausgetragen. Gewinner waren die Southern Rocks.

## Format
Die fünf Mannschaften spielten in einer Gruppe gegen jedes andere Team jeweils einmal. Für einen Sieg gab es zehn Punkte, für ein Unentschieden oder Remis fünf. Die Mannschaft mit den meisten Punkten am Saisonende gewinnt den Wettbewerb.

## Resultate
Tabelle
| Team                 | Sp. | S | N | R | Punkte |
| -------------------- | --- | - | - | - | ------ |
| Southern Rocks       | 4   | 4 | 0 | 0 | 40     |
| Mashonaland Eagles   | 4   | 2 | 1 | 1 | 25     |
| Mid West Rhinos      | 4   | 1 | 1 | 2 | 20     |
| Matabeleland Tuskers | 4   | 0 | 2 | 2 | 10     |
| Mountaineers         | 4   | 0 | 3 | 1 | 5      |